# Сладкодумните снежинки
„Сладкодумните снежинки“ е български 6-сериен телевизионен игрален филм от 1980 година по сценарий и режисура на Мария Василева. Оператор е Стойко Апостолов. Музиката във филма е на композитора Петър Ступел. Художник е Димитър Несторов.
Четвърти филм от тв сериала „Бате Дечко и Марийчето“ .

## Серии
- 1. серия – „Зимна разходка“ – 14 минути
- 2. серия – „Изобретения за мързеланковците“ – 12 минути
- 3. серия – „Омагьосаната къщичка“ – 12 минути
- 4. серия – „Бъркотия“ – 12 минути
- 5. серия – „Зимен бал“ – 10 минути
- 6. серия – „Зъбчето“ – 12 минути [2].

## Актьорски състав
| Роля       | Изпълнител       |
| ---------- | ---------------- |
| бате Дечко | Никола Анастасов |
| Марийчето  | Мария Николаева  |